# Santa Engrácia
Santa Engrácia è un quartiere e un'antica freguesia di Lisbona. 
La freguesia è stata soppressa nel 2012 in seguito all'approvazione della riforma dell'assetto amministrativo di Lisbona; il suo territorio è stato accorpato alla freguesia di São Vicente..
Una delle sedi di questa freguesia fu la Chiesa di Nostra Signora della Porziuncola, anche conosciuta come Convento dos Barbadinhos.